# Girls Rock Camp

Girls Rock Camp Alliance (GRCA)

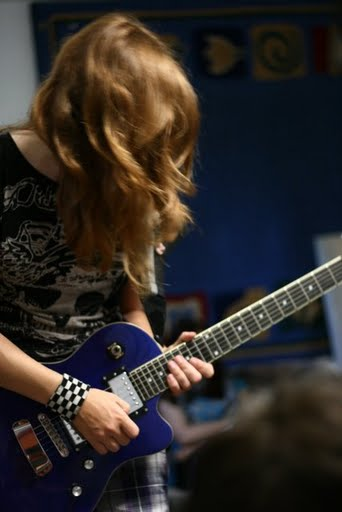
Ruby Tuesday Rock Camp, Cottbus: Teilnehmerin an der E-Gitarre (2009)

Als Girls Rock Camp (deutsch Rock-Sommerlager für Mädchen) wird ein Sommerlager für Mädchen und junge Frauen bezeichnet, bei dem die Teilnehmerinnen ihre künstlerischen und technischen Fähigkeiten als Musikerinnen entdecken und ausbilden können. Der Begriff Rock bezieht sich nicht nur auf Rockmusik im engeren Sinne, sondern schließt auch andere musikalische Formen der Jugendkultur wie Heavy Metal oder Hip-Hop mit ein. Das erste Girls Rock Camp fand 2001 in Portland (Oregon) statt und hat sich seitdem auf weltweit mehr als 30 Orte und Trägerorganisationen verbreitet. Seit 2003 gibt es Girls Rock Camps auch in Europa. Die Bewegung der Girls Rock Camps ist in der Girls Rock Camp Alliance (GRCA) organisiert.
Das Konzept des Girls Rock Camp entstammt der Riot-Grrrl-Bewegung und hat mit der Beschränkung auf weibliche Teilnehmer einen feministischen Hintergrund: Mädchen und Frauen sollen jenseits von massenmedialen Zuschreibungen, die ihnen in der Rockmusik nur die stereotypen Rollen als Sängerin, Groupie oder Fan zuweisen, ihren eigenen Zugang zu Rock und Pop finden. Im diametralen Gegensatz zu Casting-Shows wie Pop Idol und dessen nationalen Abwandlungen wie DSDS ist das Ziel der Girls-Rock!-Bewegung nicht die Produktion von marktkompatibel angepassten „Stars“, sondern das Empowerment der Teilnehmerinnen und deren Teilhabe an Rock- und Popmusik als Akteurinnen und Produzentinnen – zu selbst gewählten Bedingungen.

## Geschichte

### Das „Rock ’n’ Roll Camp For Girls“ in Portland – Ursprung und Vorreiter (2000–2010)
Die Riot-Grrrl-Bewegung entstand in den 1990er Jahren an der amerikanischen Westküste, vor allem in Olympia, Washington. Dort fand im August 2000 auch das erste feministische Musikfestival Ladyfest statt, dessen Ziel eine höhere Beteiligung von Frauen und Mädchen an der Musikszene war, wo diese immer noch unterrepräsentiert sind. Dadurch inspiriert begann die Studentin Misty McElroy im Jahr 2000 mit den Vorbereitungen für das erste Girls-Rock-Camp in Portland, Oregon. McElroy hatte vor ihrem Studium sechs Jahre als Roadie gearbeitet und war dabei vom Sexismus im Rock-Geschäft frustriert. Das Projekt sollte die Abschlussarbeit ihres Master-Studiums an der Portland State University sein.
Das erste Portland Rock ’n’ Roll Camp For Girls (RnRC4G) fand im August 2001 auf dem Campus der Portland State University in Portland statt.
Im Sommer 2007 wurden in Portland drei Camps abgehalten, insgesamt nahmen 250 Mädchen teil. Die Organisation übernahm das existierende Indie-Label 16 Records samt Vertriebswegen und führte die Arbeit mit Freiwilligen fort. Auf 16 Records werden Tonträger von Camp-Projekten und mit dem Projekt befreundeten Musikerinnen veröffentlicht. Im selben Jahr wurde in Portland der Dokumentarfilm Girls Rock! über das Camp gedreht, der Anfang 2008 in die Kinos kam, und zur weiteren Bekanntmachung der Idee beitrug. Ein weiterer Schritt zur praktischen Verbreitung war das Buch Rock ’n’ Roll Camp for Girls von Marisa Anderson, die über Jahre im Portland-Rock-Camp gearbeitet hatte. 2008 unterstützte die Stiftung des Microsoft-Mitgründers Paul Allen das Camp mit 40.000 USD, um die Einrichtung eines Tonstudios zu finanzieren.

### Verbreitung der Rock-Camps und Gründung der GRCA (2003–2007)
Rock-Camps für Mädchen gibt es in Schweden unter dem Namen Popkollo seit 2003. Pop steht für Popkultur. Kollo ist schwedisch für Camp und verweist auf die reformerische Tradition der Sommer-Camps für Jugendliche aus der Stadt, die in Schweden seit Anfang des 20. Jahrhunderts besteht. Im Januar 2003 richtete die schwedische Popsängerin Marit Bergman eine Anfrage an die Vereinigung Rockparty, die das Hultsfred-Musikfestival ausrichtete, die im Satz Var är alla tjejerna? („Wo sind die ganzen Mädchen?“) gipfelte. Bergman war den Sommer 2002 über getourt, und dabei auf vielen Festivals die einzige Frau im Line-up geblieben. Ein spezielles Kollo für Mädchen sollte einen Beitrag leisten, dieses Ungleichgewicht zu mildern. Die Rockparty-Mitarbeiterin Åsa Johnsen reagierte positiv und suchte nach einer Möglichkeit der Finanzierung und Organisation. Schließlich gab es einen Zuschuss aus dem EU-Programm LEADER, das innovative Aktionen im ländlichen Raum fördert. Das erste Popkollo konnte so im August 2003 im abgeschiedenen Hultsfred mit 19 Teilnehmerinnen über zehn Tage stattfinden. Kurz darauf wurde der Förderverein für Musik Sheena gegründet, der ebenfalls LEADER-Förderung erhielt. Sheena ist seitdem Trägerverein der Popkollo-Veranstaltung in Hultsfred, und wurde in Föreningen Popkollo Hultsfred umbenannt. Schon das erste Camp 2003 erzeugte landesweites Interesse in Schweden, so dass 2005 in Umeå das zweite Camp entstand. Von 2006 bis 2009 kamen zu Hultsfred und Umeå noch Popcollo-Camps in Göteborg, Malmö, Stockholm, Katrineholm und Karlshamn hinzu, so dass die Camps nun jeden Sommer an sieben Orten stattfinden. Der nationale Popkollo-Verein (Riksorganisationen Popkollo) fungiert als Dachverband für die sieben lokalen Trägervereine. Neben der ursprünglichen Ausrichtung auf Pop/Rock gibt es inzwischen auch Spezial-Camps für die Musikrichtungen Metal, Electro sowie Hip-Hop/R’n’B. Während die Popkollo-Gründung 2003 unabhängig von Portland erfolgte, übernahm man 2009 die Idee des Ladies Rock Camp aus den USA. Finanziert wird Popkollo zu einem Drittel durch Teilnahmegebühren, einem Drittel durch Fördermittel und Sponsorengelder und einem Drittel durch Freiwilligenarbeit.
Das Institute for the Musical Arts (IMA) wurde 1986 von June Millington und Ann Hackler in Nordkalifornien mit der Mission gegründet, Frauen und Mädchen im Musikgeschäft zu stärken. 2001 erfolgte der Umzug auf eine dafür erworbene Farm bei Northampton in West-Massachusetts, die neben Unterbringungsmöglichkeiten in einer umgebauten Scheune mit Tonstudios auch Konzerte mit bis zu 200 Zuschauern ermöglicht. Das IMA veranstaltete 2003 das erste Rock-Sommercamp für Mädchen. Hackler und ihre Lebensgefährtin Millington (* 1948) gehören einer älteren Generation des Feminismus als die Riot Grrrls an, und schlossen sich später nicht der Girls Rock Camp Alliance an.
Frauen, die im Ursprungs-Rock-Camp in Portland als Betreuerinnen gearbeitet hatten, transportierten die Idee weiter: 2002 unterrichtete Kelley Anderson, die ein Tonmeister-Studium an der Middle Tennessee State University (MTSU) absolvierte und als Feministin politisch aktiv war, im Camp in Portland Kurse für E-Gitarre. 2003 führte die von ihr gegründete Southern Girls Rock & Roll Camp erstmals ein Sommercamp am June Anderson Women’s Center der MTSU in Murfreesboro, TN durch.

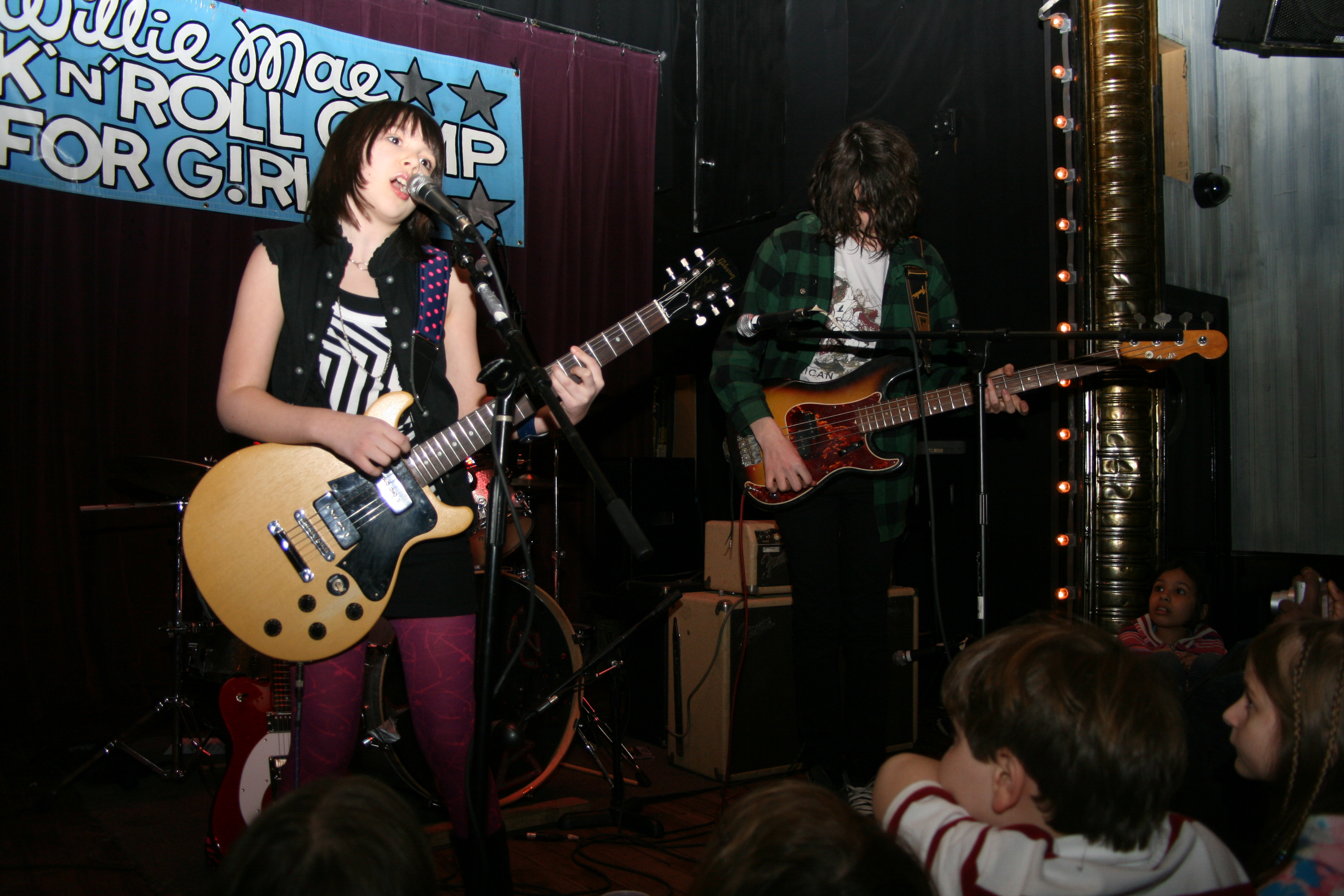
Care Bears on Fire auf der Bühne beim Willie Mae Rock Camp (New York, 2008)

Ingfrid Hu Dahl, die ebenfalls für einen Sommer als Betreuerin in Portland gearbeitet hatte, gründete u. a. mit Karla Schickele von der Indie-Band Ida und anderen Frauen in New York das Willie Mae Rock Camp For Girls, das erstmals 2005 in Brooklyn stattfand. Das Camp ist nach der Blues-Sängerin Willie Mae Thornton benannt. Aus New York stammt auch die Pop-Punk-Band Care Bears on Fire, deren Gründung sich auf die Girl Rock Camps zurückverfolgen lässt. Die Band wurde 2004 von den damals neun- bis zehnjährigen Mädchen Sophie Kasakove, Jenna Westmoreland und Izzy Schappell-Spillman gegründet, nachdem Izzy an einem Rock Camp in Portland teilgenommen hatte. Care Bears on Fire haben von 2006 bis 2011 zwei LPs und zwei EPs auf Indie-Labels veröffentlicht, und spielen weiterhin bei Konzerten im New Yorker Willie Mae Rock Camp.
Die Gründungskonferenz der Girls Rock Camp Alliance (GRCA) fand im Februar 2007 in Portland statt. Vertreterinnen von sieben Rock-Camp-Initiativen trafen sich zu einer Konferenz, um Erfahrungen in der Organisation von Girls Rock Camps auszutauschen und eine internationale Allianz zu bilden. Die Gründungsmitglieder waren die Rock-Camp-Trägervereine bzw. Aktivistinnengruppen aus Portland, OR (Rock ’n’ Roll Camp for Girls), Philadelphia (Girls Rock Philly), Brooklyn, NY (Willie Mae Rock Camp for Girls), Schweden (Popkollo), Tennessee (Southern Girls Rock & Roll Camp), London (Girls Rock! UK) und Oakland, CA (Bay Area Girls Rock Camp).

### Weitere Ausbreitung und Internationalisierung (Seit 2007)
2007 fand in Minneapolis das erste Girls Rock Camp statt. 2008 fand das erste Bay Area Girls Rock Camp im kalifornischen Oakland statt. Die Organisatorinnen, die zu den sieben Gründungsvereinen des GRCA gehören, hatten vorher über mehrere Jahre hinweg am Portland-Camp als Freiwillige teilgenommen. 2009 folgten in Kanada Montreal und Vancouver, sowie in den USA Seattle.

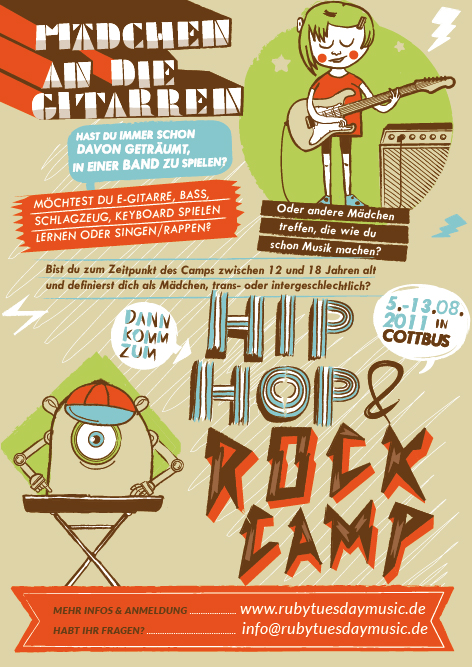
Flyer von Ruby Tuesday (2011)

Das erste Girls Rock Camp im deutschsprachigen Raum gründeten 2008 die nach Berlin zugezogene schwedische Musikerin Ellinor Blixt zusammen mit mehreren Frauen aus Deutschland. Blixt hatte in Schweden Erfahrung mit Popkollo gemacht. Das erste Ruby-Tuesday-Camp fand im August 2009 mit Unterstützung des Fachbereichs Musikpädagogik der FH Lausitz in Cottbus statt. Das Camp und der Trägerverein sind nach Linda Keith alias Ruby Tuesday benannt, die im gleichnamigen Song der Rolling Stones als eine Frau besungen wird, die nicht dem Rollenklischee des Groupies entspricht. Die meisten Betreuerinnen sind musikalisch in den 1990ern sozialisiert, an bekannteren Musikerinnen nahmen 2009 Susie Asado und Kat Frankie teil, die beide auch 2010 unterrichteten. 2010 nahm auch Peaches teil.
2010 fand in Graz das erste Girls Rock Camp in Österreich statt. 2011 kam mit dem Rock Camp for Girls London ein neuer Versuch in London hinzu.

## Ablauf und Organisation
Die Altersgrenzen für Teilnehmerinnen an Girls Rock Camps unterscheiden sich von Camp zu Camp, meist wird die Altersgruppe zwischen 12 und 17 Jahren angesprochen. Manche Camps akzeptieren auch Mädchen ab acht Jahren. Erfahrung mit einem Instrument ist keine Teilnahmevoraussetzung: es wäre bei 12-jährigen Mädchen unrealistisch, die Beherrschung von E-Gitarre, Bass oder Schlagzeug zu verlangen. Zudem entspräche solch ein Anspruch nicht der DIY-Ästhetik des Punk, in der mehr Wert auf authentischen Ausdruck mit einfachen Mitteln („Drei Akkorde“) als auf perfekte Beherrschung des Instruments gelegt wird. Hingegen ist im Gegensatz zum Image von Rock und Punk den minderjährigen Teilnehmerinnen der Konsum von Alkohol, Nikotin und Drogen nicht gestattet. Bei vielen Camps gilt diese Beschränkung auch für erwachsene Betreuerinnen.
Die Dauer der Camps variiert zwischen drei Tagen und einer Woche, maximal zehn Tage. Am Anfang des Girls Rock Camp finden sich Mädchen zu Bands zusammen, wenn sie nicht schon als Gruppe kommen. Der Tagesablauf besteht meist aus einem Teil betreuter Übungen an Instrumenten oder Technik und einem Teil betreuten Band-Übungen. Workshops und Diskussionen zu bestimmten Themen für alle Teilnehmerinnen können darin eingestreut sein; der Abend bleibt für Freizeit oder Jamming frei. Am letzten Tag eines Girls Rock Camp findet meist ein öffentliches Abschlusskonzert mit den Bands der Teilnehmerinnen statt. Auch Demos können oft aufgenommen werden.
Einige Trägervereine bieten ähnlich konzipierte Sommercamps auch für erwachsene Frauen an, dann meist unter dem Titel Ladies Rock Camp. Diese Camps sind meist über ein verlängertes Wochenende angelegt, und tragen durch höhere Teilnahmebeiträge zur Querfinanzierung der Angebote für Mädchen bei. Manche Trägervereine verfügen über eine ganzjährig nutzbare Infrastruktur an Räumen, Instrumenten und Tonstudios, sei es in eigenem Besitz wie in Portland oder über Mitnutzungsverträge mit Universitäten oder Musikschulen wie in Tennessee. Diese Vereine bieten auch Angebote ohne Übernachtung und außerhalb der Ferien an, etwa einmal wöchentlich stattfindende Nachmittagsprogramme für Schülerinnen, in Portland Rock Camp Studio genannt.
Girls Rock Camps werden fast ausnahmslos durch erwachsene Ehrenamtliche vorbereitet und betreut. Übliche Positionen umfassen Gruppenbetreuerin, Band Coach, Instrumentenlehrerin, Aufnahmeleitung und Workshop-Leiterin, zum Beispiel für Song Writing oder Selbstverteidigung. Im Interesse der Umkehrung von üblichen Geschlechterrollen in der Rockmusik sind diese Führungs- und Lehrpositionen weiblichen Freiwilligen als Vorbilder („role models“) vorbehalten. Weitere Positionen in Technik, Küche und beim Fahrdienst stehen auch Männern offen. Aus der Kombination eines Sommerlager mit Unterbringung, Verpflegung und Vollzeitbetreuung mit dem spezialisierten und technik-aufwendigen Musikunterricht ergibt sich ein hoher Bedarf an Ehrenamtlichen: Betreuungsschlüssel von anderthalb bis zwei Betreuerinnen-Stellen je teilnehmendem Mädchen sind üblich, wenn auch manche Lehraufgaben in Block-Workshops geleistet werden.
Fast alle Girls Rock Camps gingen anfänglich auf die Initiative einiger weniger Frauen zurück, deren Zusammenschluss in der frühen Vorbereitungsphase des ersten Camps gesellschaftsrechtlich nicht explizit geregelt war. Die Notwendigkeit des Abschlusses von Haftpflichtversicherungen, Mietverträgen und von Betreuungsvereinbarungen mit den Eltern der Teilnehmerinnen wie auch das Eröffnen von Konten machte noch vor dem ersten Camp dann die Gründung einer gemeinnützigen Organisation notwendig. Damit Sponsoren ihre Spenden steuerlich absetzen können, sind dies in den USA ohne Ausnahme steuerbegünstigte 501 (c)-Organisationen, in Deutschland entsprechend eingetragene Vereine. (e. V.) Die Trägervereine finanzieren die Girls Rock Camps durch einen Mix von Geld- und Sachspenden, Teilnahmegebühren, Fördermitteln und dem Verkauf von CDs und Merchandise. Üblich sind Benefizkonzerte, oft durch Bands, deren weibliche Mitglieder auch im Camp unterrichten.